# Millis
Millis és una població dels Estats Units a l'estat de Massachusetts. Segons el cens del 2007 tenia 7.927 habitants.

## Demografia
Segons el cens del 2000, Millis tenia 7.902 habitants, 3.004 habitatges, i 2.162 famílies. La densitat de població era de 250,9 habitants/km².
Dels 3.004 habitatges en un 37,3% hi vivien nens de menys de 18 anys, en un 60,3% hi vivien parelles casades, en un 9,3% dones solteres, i en un 28% no eren unitats familiars. En el 22,8% dels habitatges hi vivien persones soles el 7,1% de les quals corresponia a persones de 65 anys o més que vivien soles. El nombre mitjà de persones vivint en cada habitatge era de 2,62 i el nombre mitjà de persones que vivien en cada família era de 3,12.
Per edats la població es repartia de la següent manera: un 26,9% tenia menys de 18 anys, un 5% entre 18 i 24, un 33,6% entre 25 i 44, un 25,1% de 45 a 60 i un 9,4% 65 anys o més.
L'edat mediana era de 37 anys. Per cada 100 dones de 18 o més anys hi havia 90,1 homes.
La renda mediana per habitatge era de 62.806 $ i la renda mediana per família de 72.171$. Els homes tenien una renda mediana de 51.250 $ mentre que les dones 35.556$. La renda per capita de la població era de 27.957$. Entorn del 3% de les famílies i el 2,9% de la població estaven per davall del llindar de pobresa.